# اعتلال الأعصاب المحيطية الناجم عن العلاج الكيميائي
اعتلال الأعصاب المحيطية الناجم عن العلاج الكيميائي (بالإنجليزية: Chemotherapy-induced peripheral neuropathy) هو أحد الآثار الجانبية الضارة للأعصاب الناجم عن العوامل المضادة للأورام في علاج السرطان الشائع، العلاج الكيميائي. يصيب CIPN ما بين 30% إلى 40% من المرضى الذين يخضعون للعلاج الكيميائي. تم تصميم العوامل المضادة للأورام في العلاج الكيميائي للقضاء على الخلايا السرطانية سريعة الانقسام، ولكنها يمكن أن تلحق الضرر أيضًا بالهياكل الصحية، بما في ذلك الجهاز العصبي المحيطي. يتضمن CIPN أعراضًا مختلفة مثل الوخز والألم والخدر في اليدين والقدمين. يمكن أن تؤدي هذه الأعراض إلى إضعاف أنشطة الحياة اليومية، مثل الكتابة أو ارتداء الملابس، وتقليل التوازن، وزيادة خطر السقوط والاستشفاء. ويمكنها أيضًا أن تعطي سببًا لتقليل العلاج الكيميائي أو إيقافه. أجرى الباحثون تجارب ودراسات سريرية للكشف عن الأعراض والأسباب والتسبب المرضي والتشخيصات وعوامل الخطر والعلاجات المختلفة لـ CIPN.

## الأعراض والعلامات
تظهر أعراض اعتلال الأعصاب المحيطي المحرض بالعلاج الكيميائي على هيئة عجز في الوظائف الحسية والحركية و/أو الإعاشية (الذاتية) بدرجات متفاوتة، ويمكن أن تخفض جودة الحياة الوظيفية للمريض. تتطور الأعراض الحسية التي تؤثر على اليدين والقدمين أولًا. تحدث الآثار الجانبية الحسية نتيجة لتلف في الأعصاب في الأجزاء البعيدة من الأطراف. قد يعاني المرضى من الإحساس بالخدر أو الوخز أو تغيرات الإحساس باللمس أو اضطرابات المشي والتوازن أو الألم الحارق أو الألم الخيفي الحراري أو فرط التألم أو ضعف الإحساس بالاهتزاز أو الحساسية المفرطة لدرجة الحرارة أو تشوش الحس و/أو عسر الحس، ويعد كل ما سبق من الأعراض الحسية. الأعراض الحركية أقل ظهورًا. يمكن أن تشمل الأعراض الحركية التشنج والضعف في العضلات البعيدة وصعوبة إمساك الأشياء الصغيرة واضطراب الحركات. في الحالات الشديدة، يمكن أن تؤدي الأعراض الحركية إلى الشلل التام والإعاقة الشديدة. تتضمن الأعراض الذاتية انخفاض ضغط الدم الانتصابي والإمساك وتغير الوظيفة البولية. قد يواجه المريض صعوبة في أداء الوظائف اليومية مثل المشي وارتداء الملابس والكتابة واستخدام لوحة المفاتيح والأنشطة الأخرى التي تتطلب استخدام اليدين والقدمين.
يكون معدل حدوث هذه الأعراض أعلى في الشهر الأول بعد إكمال العلاج الكيميائي بنسبة 68.1%، ويُبلغ 30% من المرضى عن وجود الأعراض بعد ستة أشهر من الانتهاء من العلاج الكيميائي. يسبب باكليتاكسيل وأوكساليبلاتين، وهما دواءان من المجموعات الستة الرئيسة للأدوية المضادة للأورام، اعتلال الأعصاب المحيطي الحاد، والذي يظهر خلال العلاج أو بعده مباشرة. تسبب المجموعات الأربعة الأخرى عمومًا أعراضًا متأخرة تظهر بعد أسابيع من إكمال العلاج الكيميائي. في كلتا الحالتين، تتناسب شدة الأعراض مع جرعة الدواء العلاجية، وقد تستدعي شدة الأعراض تخفيض جرعة العلاج الكيميائي. يمكن أن يستمر الألم والشذوذات الحسية لأشهر أو سنوات بعد إنهاء العلاج. تشتد الأعراض عند بعض المرضى بعد الانتهاء من العلاج. على هذا النحو، يمكن أن يتخلص المرضى من الخلايا السرطانية وتبقى الأعراض المسببة للعجز الناتجة عن الاعتلال العصبي المحيطي المحرض بالعلاج الكيميائي.

## عوامل الخطر
توجد الكثير من العوامل التي يبدو أنها تتنبأ بتطور أعراض اعتلال الأعصاب المحيطي المحرض بالعلاج الكيميائي. وراثيًا، جرى التعرف على الكثير من النوكليوتيدات المفردة متعددة الأشكال التي يحتمل أن تكون مرتبطة بالحالة، وحُددت من خلال دراسات الترابط الجينومي الكامل. يرتبط تعدد الأشكال المبلغ عنه بمجموعة من البروتينات منها قنوات الصوديوم المعتمدة على الجهد الكهربائي، والبروتينات المرتبطة بوظيفة خلية شوان، ومستقبلات الكولاجين على سطح الخلية، والمستقبلات المشاركة في موت الخلايا المبرمج العصبي وتطور خلايا العرف العصبي، وإنزيم يشارك في استقلاب البيروفات.
يوجد الكثير من الحالات الطبية التي قد تزيد من خطر إصابة المريض باعتلال الأعصاب المحيطي المحرض بالعلاج الكيميائي، ومنها: 1) الإصابة سابقًا بالاعتلال العصبي المكتسب أو الوراثي الناتج عن داء السكري أو أمراض الكلى أو قصور الغدة الدرقية أو أمراض النسيج الضام أو نقص الفيتامينات. 2) الإصابة بالأمراض المُعدية حاليًا أو سابقًا مثل فيروسات النقص المناعي البشري وشلل الأطفال والتهاب الكبد B أوC. 3) التعرض للأدوية التي تسبب السمية العصبية، مثل سيكلوسبورين وفانكومايسين وسيميتيدين، لعلاج حالات سابقة.
يوجد أيضًا خصائص شخصية وعلاجية تسهم في زيادة الخطورة: 1) التقدم في السن 2) نوع العلاج الكيميائي 3) الجرعة التراكمية للعلاج الكيميائي 4) التدخين 5) تناول الكحول 6) التغذية 7) العرق 8) الجنس 9) نمط الحياة الخامل. تُعد الجرعة التراكمية لأدوية العلاج الكيميائي عامل خطر واضح للإصابة باعتلال الأعصاب المحيطي المحرض بالعلاج الكيميائي.